# Rodolfo Llinás
Rodolfo Llinás Riascos (Bogotá, 16 de diciembre de 1934) es un médico, neurofisiólogo y profesor colombiano-estadounidense de reconocida trayectoria por sus aportes al campo de la neurociencia. Se graduó como médico cirujano de la Pontificia Universidad Javeriana y obtuvo su doctorado en neurofisiología en la Universidad Nacional de Australia.
Actualmente es profesor de neurociencia en la Escuela de Medicina de la Universidad de Nueva York, en la que fue además director del departamento de Physiology & Neuroscience y desempeña la cátedra "Thomas y Suzanne Murphy" en el centro médico de la Universidad de Nueva York, donde obtuvo también un doctorado. Es el primer "University Professor" que tuvo la Escuela de Medicina de la Universidad de Nueva York en sus 181 años de existencia. "University Professor" le permite dar cursos de nivel universitario. Dirigió el programa del grupo de trabajo científico "Neurolab" de la NASA. Entre las distintas aportaciones por las que es conocido se encuentran sus trabajos sobre fisiología comparada del cerebelo, las propiedades electrofisiológicas intrínsecas de las neuronas con la enunciación de la hoy conocida como "Ley de Llinás", y sobre la relación entre la actividad cerebral, las ondas cerebrales y la conciencia.
Lleva residenciado en los Estados Unidos en la ciudad de Nueva York desde hace 50 años, y es ciudadano naturalizado de este país desde 1985. Está casado con la filósofa australiana Gillian Kimber, con quien tiene dos hijos, Álex y Rafael.

## Comienzo en sus estudios, y vida profesional
Motivado por su padre, el cirujano Jorge Enrique Llinás Olarte, y por la curiosidad que le producían los pacientes en la consulta de su abuelo Pablo Llinás Manotas, emigrados a Colombia desde España a finales del siglo XIX, Llinás concluyó su bachillerato en el Gimnasio Moderno en 1952 e ingresó en la Pontificia Universidad Javeriana, la cual le confirió el título de Médico Cirujano en 1959. Allí recibió clases de histología de su tío Juan Pablo Llinás.
Durante su carrera tuvo la oportunidad de vivir en Europa y ahí conoció a varios investigadores en España, Francia y finalmente Suiza, donde participó en experimentos de neurofisiología con el suizo Walter Rudolf Hess, Premio Nobel de Fisiología, Medicina, profesor y director del Departamento del Instituto de Fisiología de la Universidad de Zúrich. Adicionalmente, durante su carrera realizó una tesis teórica sobre el sistema visual bajo la tutoría del neurocirujano y neurofisiólogo español Fernando Rosas y el matemático Carlo Federici en la Universidad Nacional de Colombia.
Después de graduarse como médico, Llinás viajó a los Estados Unidos para iniciar su residencia en neurocirugía, pero cambió de idea y se entregó a la neurociencia experimental trabajando por algún tiempo como un investigador asistente en la Universidad de Minnesota. Posteriormente viajó a Canberra, Australia, donde trabajó con Sir John Carew Eccles, Premio Nobel de Fisiología en el año 1963; ahí obtuvo su título de Ph. D. en Neurofisiología de la Universidad Nacional de Australia (ANU - Australian National University), en 1965. Después de regresar a la Universidad de Minnesota, ahora como un investigador postdoctoral es promovido a jefe del Departamento de Fisiología en la NYU School of Medicine, en donde ha desarrollado una brillante carrera por más de 50 años.
En 2006 pronunció la ponencia inauguración del Campus Multidisciplinar en Percepción e Inteligencia de Albacete 2006 que celebraba los 50 años de la inteligencia artificial, la llamada Conferencia de Dartmouth.
Se le reconocen publicaciones tan interesantes como "El cerebro y el mito del yo", con prólogo de Gabriel García Márquez. La biografía Rodolfo Llinás, la pregunta difícil escrita por el periodista colombiano Pablo Correa en 2017 recopila la vida y descubrimientos del neurocientífico colombiano. El libro explica por qué un país como Colombia, debe sentirse orgulloso de un científico que le ha dado mucho, tanto al ser humano como individuo como a su historia. Su conocimiento se lo debe a su incertidumbre, la cual la resume en una frase: “De niño vi un esqueleto de tirano-saurio y su impacto me ha durado toda la vida. Quisiera que otros niños tuvieran ese privilegio
Reconocimientos y Logros
Rodolfo Llinás es uno de los padres de la Neurociencia mundial. Sus contribuciones son importantes y numerosas, pero cabe destacar sus trabajos y aportes en:
- Honorario al mejor neurofisiólogo de Colombia en el 2006
- Descubrimiento de la inhibición dendrítica en las neuronas centrales (en las motoneuronas de los mamíferos).
- La organización de las funciones de los circuitos neuronales del Corteza cerebral.
- Definió la función cerebelar desde una perspectiva evolutiva.
- Primera descripción de acoplamiento eléctrico en el SNC de mamíferos (núcleo trigeminal mesencefálico).
- Primero en determinar la existencia de corrientes de calcio presinápticas, bajo fijación de voltaje, en la sinapsis gigante de calamar.
- Descubrir que las neuronas de vertebrados ( las células de Purkinje del cerebelo) son capaces de generar potenciales de acción dependientes del calcio.
- Descubrir los canales para calcio de Tipo-P en las células de Purkinje.
- Descubrir el umbral bajo de activación de conductancia al ion calcio (actualmente se conoce que es debido a los canales de calcio de tipo-T) en la oliva inferior y las neuronas del tálamo.
- Enunciar la ley de la no intercambiabilidad de neuronas que hoy lleva su nombre: Ley de Llinás.
- Desarrollar junto con Andreas Pellionisz un modelo de la función cerebral mediante análisis tensorial para comprender el circuito cerebelar dinámicamente.
- Descubrir los microdominios de concentración de calcio en la zona de activación presináptica.
- Utilización de magnetoencefalografía en investigación clínica.
- Su trabajo pionero sobre la oliva inferior y autoritmicidad neuronal.
- Descubrir oscilaciones del potencial de membrana en subumbral, en la oliva inferior, el tálamo y la corteza entorrinal.
- Descubrir las Disritmias Talamocorticales.
- Ha creado y construido el primer sistema de control motor artificial olivo-cerebelar que ha sido incluido en el proyecto BAUV Bio-Inspired Autonomous Undersea Vehicle de la U.S. Navy desarrollado por P. Bandyopadhyay.
- Creador del campo de la Neurofisicoquimica en el 2010
- Investigación sobre el aumento de la producción the ATP por las mitocondrias generadas por nanoburbujas de oxígeno en solución salina.

## Obras
- Neurobiology of Cerebellar Evolution and Development. Chicago: Am. Med. Association, 1969.
- Thalamic Oscillations and Signaling(junto a M. STERIADE y E. JONES), John Wiley & Sons, 1990.
- The Cerebellum Revisited (junto a C. SOTELO), Nueva York: Springer-Verlag, 1992.
- El continuum mente-cerebro. Procesos sensoriales (junto a P. S. CHURCHLAND), Universidad Nacional de Colombia (Unibiblos), Universidad del Rosario, 2006. ISBN 958-701-690-4 (The Mind-Brain Continuum. en inglés Cambridge: MIT.).
- The Squid Giant Synapse. Oxford University Press, 1999.
- El cerebro y el mito del yo (I of the Vortex: from neurons to self en inglés) MIT Press, 2001. Con prólogo de Gabriel García Márquez. Es un best seller de divulgación científica. El cerebro sirve para la predicción del próximo paso que evite, en lo posible, el riesgo de morir. El cerebro, es según Llinás, un sistema cerrado, 'perforado' por los sentidos. En él se crean representaciones del exterior que permiten anteceder estados funcionales de respuesta. "Como humanos -dice Llinás- somos animales cerebrales".

## Honores recibidos
Entre los muchos que ha recibido se destacan:
- 1973: Conferencia Catedrática, Sociedad Estadounidense de Fisiología.
- 1979: Conferencia Catedrática, Collège de France, París.
- 1984: Conferencia Catedrática, King's College, Londres.
- 1986: Miembro de la Academia Nacional de Ciencia de EE. UU.
- 1986: Miembro de la Academia Nacional de Medicina de Colombia.
- 1988: Premio y cátedra Luigi Galvani, Universidad de Georgetown, Washington, EE. UU.
- 1989: Premio y cátedra F. O. Schmitt en Neurociencia, Universidad de Rockefeller, Nueva York, EE. UU.
- 1991: Medalla de oro Albert Einstein en Ciencia de la Unesco.
- 1991: Medalla "Agustín Nieto Caballero", Colombia.
- 1992: Orden de Boyacá, Presidencia de Colombia.
- 1994: Premio Signoret en Cognición, Fundación Ipsen la Salpâtrière, París, Francia.
- 1996: Miembro de la Academia Estadounidense de Artes y Ciencias.
- 1996: Miembro de la Sociedad Filosófica Estadounidense.
- 1996: Miembro de la Real Academia Nacional de Medicina, España.
- 1999: Premio Robert S. Dow en Neurociencias, Portland, Oregón, Estados Unidos.
- 2002: Miembro de la Academia de Ciencias de Francia.
- 2004: Premio y Cátedra Santiago Grisolía. Valencia, España.
- 2004: Premio Koetsler sobre Investigación Cerebral. Zürich, Suiza.
- 2013: IV Diploma Cajal. Dado personalmente por la Reina Sofía, Madrid, España.
- 2013: Premio y Conferencia "Ragnar Granit", Instituto Nobel, Estocolmo, Suecia.
- 2015: Premio Fundación "Castilla del Pino", Córdoba, España.
- 2016: Conferencia Nansen, Academia de la Ciencia, Oslo, Noruega.
- 2016: "Escolástico del Año", Universidad Nacional de Australia, Canberra, Australia.
- 2018: Premio Ralph W. Gerard en Neurociencia de la Society for Neuroscience, EE. UU.

### Doctoradoshonoris causa
- 1985: Universidad de Salamanca, España.
- 1993: Universidad de Barcelona, España.
- 1994: Universidad Nacional de Colombia, Bogotá.
- 1997: Universidad Complutense de Madrid, España.
- 1998: Universidad de los Andes, en Bogotá.
- 2005: Universidad de Toyama, Toyama, Japón.
- 2006: Universidad de Pavía, Pavía, Italia.
- 2012: Medalla de Oro del CSIC, Chongo.
- 2012: Universidad de Lima, Perú.